# Блюбарелла: Супервумен
«Блюбарелла: Супервумен» (англ. Blubberella) — художественный фильм, снятый режиссёром Уве Боллом. Является покадровой пародией на фильм «Бладрейн 3: Третий рейх» самого же Уве Болла. В фильме задействованы та же съёмочная группа и актёрский состав, что и в оригинальном фильме, за исключением Линдсей Холлистер, которая заменила Натасию Мальте в главной роли. Фильм вышел сразу на DVD 28 апреля 2011 года.

## Сюжет
Фильм является кино-пародией, практически полностью повторяя сюжет «Бладрейн 3: Третий рейх».

## В ролях
| Актёр             | Роль                    |
| ----------------- | ----------------------- |
| Линдсей Холлистер | дампир Блюбарелла       |
| Брендан Флетчер   | Натаниэль Грегор        |
| Майкл Паре        | комендант Экарт Бранд   |
| Клинт Ховард      | доктор Манглер          |
| Стеффен Меннекес  | лейтенант Каспар Джагер |
| Ник Голдман       | Бартендер               |
| Арвед Бирнбаум    | начальник               |
| Сафия Кэйгин      | Слатлана                |

## Критика
В обзоре для сайта Den of Geek Этан Льюис отмечает ужасный юмор фильма, основанный на излишнем весе главной героини и гомосексуальности её соратников. Кроме того, он обращает внимание на обилие анахронизмов в фильме. Единственное, что похвалили рецензент — это игру Линдсей Холлистер. В итоге фильм получает от него только 1,5 звезды из 5.
Омар эль Аккад в рецензии для The Globe and Mail назвал фильм одним из худших, что он смотрел. Он пишет, что только за первые 20 минут фильма зритель подвергается потоку шуток на тему расизма, сексизма, ожирения, изнасилования, антисемитизма, гомофобии. Журналист считает, что авторы фильма не просто не имеют чувства юмора, а даже, наоборот, всеми силами пытаются противостоять юмору.
В статье для Movieweb приведено интервью, в котором Уве Болл заявил, что фильмы «Бладрейн: Третьих Рейх» и «Блюбарелла: Супервумен» снимались одновременно, но 85 % было уделено «Бладрейн» и только 15 % «Блюбарелле», и что это нечестно по отношению ко второму, это можно было бы исправить в продолжении, но режиссёр в нём не заинтересован.